# Лапорт, Женевьева
Женевьева Лапорт (фр. Genevieve Laporte; 1926, Париж — 30 марта 2012) — французская режиссёр-документалистка, натурщица, поэтесса, автор 16 книг и филантроп. Она известна как одна из последних возлюбленных Пабло Пикассо. В 1951 году у них завязался роман, который продлился два года. В 2005 году она продала с аукциона 20 подаренных ей работ Пикассо, многие из которых были её портретами.

## Отношения с Пикассо
Лапорт впервые познакомилась с Пикассо в октябре 1944 года в возрасте 17 лет, когда брала у него интервью для школьной газеты. У них завязались дружеские отношения, они преимущественно обсуждали его искусство. Много лет спустя, когда ей было уже 24 года, Лапорт снова встретилась с Пикассо в его квартире, и в 1951 году у них завязался роман. В то время Пикассо был почти на 50 лет старше Лапорт и недавно стал отцом двоих детей, которых родила Франсуаза Жило. Летом 1951 года они вместе отдыхали в Сен-Тропе вместе с французским поэтом Полем Элюаром и его женой Доминик. Пикассо сделал несколько эскизов во время их пребывания в Сен-Тропе, на которых поставил надпись «для Женевьевы». В одном из интервью Лапорт следующим образом описала свои отношения с Пикассо: «Он был нежным человеком, уважительным, умным, робким — совсем не таким отвратительным холодным человеком, о котором мы привыкли слышать». Два года спустя Пикассо попросил Лапорт переехать к нему в дом на Лазурном берегу после того, как Жило оставила его в 1953 году. Однако она не стала этого делать, а в 1959 году вышла замуж за бывшего бойца парижского сопротивления, которому родила сына. Художник Жан Кокто сказал ей, что это решение не переезжать к Пикассо «спасло её шкуру».
В июне 2005 года Лапорт выставила на аукцион 20 рисунков Пикассо, которые описывались как "любовные письма" художника. Они были подарены ей Пикассо во время их пребывания в Сен-Тропе в 1951 году. Аукцион проходил в аукционном доме «Arcturial» в Париже. На деньги, вырученные от аукциона, Лапорт создала фонд имени себя по защите природы и животных (фр. Genevieve Laporte de Pierrebourg, pour la defense de la nature et des animaux) с согласия Фонда Франции.

## Творчество
Лапорт сняла в Африке 18 документальных фильмов, а в 1999 году Французская академия присудила ей премию за сборник стихов. Она написала 16 книг, четыре из которых были посвящены Пикассо: 
- Si tard le soir le soleil brille (1973)
- Un amour secret de Picasso (1999)
- Du petit Pablo au grand Picasso (2003)
- Le grand Picasso (2004)

Последней её книгой стала  Du petit Wolfgang au grand Mozart (2006).